# Гамба Осака
«Гамба Осака» (яп. ガンバ大阪 Гамба О:сака, англ. Gamba Osaka) — японский футбольный клуб из города Суйта, префектура Осака.
Клуб основан и спонсируется компанией «Panasonic». Название «Гамба» (с итал. — «нога») также созвучно «гамбару» (яп. 頑張る — сражаться, стараться).

## Достижение

### Национальные
- Чемпион Японии (2): 2005, 2014
- Обладатель кубка Императора (5): 1990, 2008, 2009, 2014, 2015
- Финалист кубка Императора: 2006, 2012
- Обладатель кубка Лиги: 2007
- Финалист кубка Лиги: 2005

### Международные
- Победитель Лиги чемпионов АФК: 2008